# Chloridolum diverseplicatum
Chloridolum diverseplicatum är en skalbaggsart som först beskrevs av Maurice Pic 1946.  Chloridolum diverseplicatum ingår i släktet Chloridolum och familjen långhorningar. Inga underarter finns listade i Catalogue of Life.